# Gents in a Jam
Gents in a Jam (br.: Três cavalheiros galhofeiros) é um filme estadunidense curta-metragem de 1952. É o 141º de um total de 190 filmes da série com os Três Patetas produzida pela Columbia Pictures entre 1934 e 1959.

## Enredo
Os Três Patetas estão para serem despejados de um apartamento pela rigorosa senhoria (Senhora MacGruder ou Dona Emengarda segundo a dublagem brasileira original, interpretada por Kitty McHugh) quando Shemp recebe um telegrama de seu tio Phineas Bowman (ou tio Florípedes pela dublagem brasileira, interpretado por Emil Sitka) que avisa estar para chegar. Os outros dois são contrários a estadia de um hóspede mas mudam de ideia quando Shemp conta que o tio possui uma fortuna de 6 milhões de dólares e da qual é o único herdeiro.
Enquanto Shemp está na cozinha preparando um bolo, sua nova vizinha Gertie Duggan (Dani Sue Nolan) chega pedindo um pouco de açúcar. Shemp acha familiar o nome "Duggan" e a moça conta que seu marido é o famoso Rocky Duggan (Mickey Simpson), conhecido como o homem mais forte do mundo. Quando ela vai sair do apartamento, escorrega no bolo de Shemp que havia caído no chão e ao tentar se levantar com a ajuda do Pateta, tem a saia rasgada. Logo a seguir, o enorme Rock aparece procurando pela esposa e o trio atrapalhado esconde a moça temendo apanharem por um mal entendido. Em seguida, o tio de Shemp chega e mal é recebido pelo trio e já entra no meio da confusão quando Rock descobre sua esposa saindo do apartamento dos Patetas com um roupão. A perseguição só acaba quando a senhora MacGruder aplica um violento soco na boca de Rock, atordoando-o e deixando-o sem alguns dentes. Em seguida, a senhoria reconhece o tio de Shemp como um antigo namorado de infância e o casal parte para se casar, para desapontamento dos Três Patetas e principalmente Shemp, que agora não mais seria o único herdeiro.

## Declínio da série
Gents in a Jam foi o último filme dirigido por Edward Bernds, reconhecido como o melhor diretor dos Três Patetas. O produtor Hugh McCollum havia sido despedido e como consequência, Bernds saiu em solidariedade a ele, sendo substituído na direção dos curtas por Jules White que também produziria as últimas comédias do trio pela Columbia.
Rapidamente, a qualidade das comédias dos Três Patetas decaiu. A produção se tornou extremamente rápida, passando dos antigos quatro dias de filmagem para dois ou três. Em outro corte de custos, White começou a reutilizar antigas cenas nos novos episódios, aproveitando-as em roteiros diferentes e fazendo com que os atores vestissem as mesmas roupas para facilitar a montagem. White começou bem discretamente a reciclar as cenas: pegava um único fragmento de um antigo filme, reeditava e tornava difícil do público perceber isso. Mas depois esse recurso se tornou óbvio com quase 75% das cenas sendo material reaproveitado. Com isso, White conseguia finalizar um "novo" filme em um único dia apenas. Assim, qualquer nova filmagem era feita tendo em vista combinar com as antigas cenas. Além disso, White interferia no jeito de atuar dos atores, com Shemp Howard em particular reclamando disso.